# تاريخ التعليم في اليابان
تاريخ التعليم في اليابان يعود إلى القرن السادس الميلادي عندما بدأت التعاليم الصينية بالدخول إلى اليابان في فترة ياماتو.

## من القرن 6 إلى القرن 15
دخلت التعاليم الصينية إلى اليابان بدءاً من القرن السادس بالترافق مع دخول البوذية، بالإضافة إلى نظام الكتابة الصينية والأدب الصيني و الكونفوشيوسية. وبحلول القرن التاسع كان في هييان-كيو (الاسم القديم لكيوتو) التي كانت عاصمة اليابان خمسة معاهد للتعليم العالي، وفي أثناء فترة هييآن تأسست الكثير من المدارس من قبل النبلاء الإقطاعيين والسدة الإمبراطورية. وفي العصور الوسطى (1185 - 1600) تأسس معاهد دينية تتبع الزن البوذية وكان لها أهمية كبيرة في عملية التعليم، بالإضافة إلى أن مدرسة أشيكاغا ازدهرت في القرن الخامس عشر للتعليم العالي.

## القرن السادس عشر
في القرن السادس عشر كان هناك اتصال بين اليابان والقوى الأوروبية الرئيسية، حيث دخل الكثير من اليسوعيين المبشرين الذين اصطحبهم التجار البرتغاليين لنشر المسيحية وفتحوا عددا من المدارس الدينية، وبهذا بدأ الطلاب اليابانيين بدراسة اللغة اللاتينية والموسيقى الغربية بالترافق مع لغتهم الأم.

## فترة إدو
بحلول عام 1603، كانت اليابان قد توحدت تحت إمرة توكوغاوا وفي عام 1640 تم ترحيل الأجانب من اليابان ومنع المسيحية ومنع جميع العلاقات مع الأجانب. وبهذا دخلت اليابان في فترة من العزلة وفترة من الهدوء والسلام الداخلي بعد فترة الدويلات المتحاربة استمرت فترة أكثر من 200 عام. عند بداية فترة إدو كان القليل من اليابانيين يستطيعون القراءة والكتابة، أما مع نهاية الفترة فكان نسبة كبيرة من الناس يستطيعون القراءة والكتابة وارتفعت نسبة التعليم وكان هذا الأساس الذي سهل الانتقال أثناء فترة ميجي من العصر الإقطاعي إلى الدولة الحديثة. حيث كانت تقدر نسبة التعليم فوق 80% للرجال، وبين 60% إلى 70% للنساء وترتفع النسبة في المدن الكبرى كإدو وأوساكا.

## فترة ميجي
بعد 1868 حيث جرى إصلاح ميجي وضعت اليابان في عجلة التحديث. وضعت حكومة ميجي نظام للتعليم لتساعد اليابان على اللحاق بركب الغرب، حيث أرسلت بعثات للغرب لدراسة النظم التعليمية في الدول الغربية، ورجعت بأفكار مثل اللامركزية ومجالس التعليم المحلية، وبعد عدة محاولات لتعديل نظام التعليم توصلت اليابان إلى وضع نظام تعليم مناسب لها. وأُنشئت وزارة التربية عام 1871 وكانت شديدة المركزية حيث اقتبست اليابان النظام الفرنسي للإدارة التعليمية الذي يقام على وزارة مركزية للتعليم وإدارة تابعة لها، وارتفعت نسبة التحاق الأطفال بالمدارسة من 40%-50% في عام 1870 إلى 90% في عام 1900 على الرغم من أصوات المعارضة الشعبية خاصة ضد رسوم المدارس.
في أواخر القرن التاسع عشر تم إدخال المزيد من الأفكار التقليدية إلى التعليم مثل مبادئ الكونفوشيوسية خاصة التي تتعلق بالعلاقات الإنسانية والقومية وحب الوطن والتعليم والأخلاق.

## قبل الحرب العالمية الثانية
في أوائل القرن العشرين، كان التعليم في المراحل الأولى مساواتيا، أما في المراحل العليا فكان قد قسم على سياقات وغير متاحا للجميع من دون النخبة. وكان هناك بعض الجامعات الإمبراطورية التي كان للألمان نفوذ ملحوظ فيها. كما أن بعض الجامعات فقط قبلت الإناث بالإضافة إلى وجود جامعات مخصصة للإناث، وقامت البعثات التبشيرية المسيحية بافتتاح دور تعليمية خاصة للإناث خاصة في المراحل التعليمية المتوسطة.
بعد 1919 وافقت الحكومة على فتح بعض الجامعات الخاصة.

## أثناء الاحتلال
قام صناع القرار خلال فترة الاحتلال لليابان بالعلم على وضع نظام تعليم ديمقراطي يتألف من ثلاثة مراحل (ستة-ثلاثة-ثلاثة سنوات) ورفع مدة التعليم الإلزامي إلى تسع سنوات. كما تم تعديل الكتب المدرسية والمقررات بإزالة الروح القومية منها واستبدلت بمواضيع اجتماعية وأسست اتحادات المعلمين. ومع إلغاء حكر التعليم العالي على النخبة وزيادة عدد معاهد التعليم العالي ازدادت فرصة دخول الجامعات.

## بعد الاحتلال
بعد أن استعادت اليابان سلطتها عام 1951، بدأت مباشرة بتعديل نظام التعليم ليعكس الأفكار اليابانية حول التعليم والإدارة التعليمية. حيث عادت سيطرة وزارة التعليم اليابانية وتم تعيين مجالس المدارس بدل من انتخابها.
وفي فترة الستينات ظهرت الحاجة نتيجة التطور الاقتصادي السريعة إلى توسيع التعليم العالي، وهذا توافق مع ظهور الكثير من المشاكل في الجامعات اليابانية تحت تأثير الكثير من العوامل مثل الاعتراض على الحرب الفيتنامية، تأثر الطلاب بالكثير من الحركات الفكرية في اليابان بالإضافة إلى معارضتهم لأنظمة الجامعات.
استجابت الحكومة لطلبات الطلاب بوضع قانون تنظيم الجامعات عام 1969 الذي جاء بالكثير من الإصلاحات في النظام التعليمي.

## ثمانينات القرن العشرين
على الرغم من التقدم الكبير الذي حصل بعد الحرب العالمية الثانية في نظام التعليم إلا أنه لا زال يتعرض للعديد من الانتقادات بعضها قلة الخيارات في العملية التعليمية والنظام الزائد والأهمية العالية لامتحانات دخول المدارس والجامعات التي قد تلعب دوراً في تحديد مصير الطالب المستقبلي. على الرغم من ذلك يعتبر البعض أن النظام المتبع هو حل للكثير من المشاكل الاجتماعية التي قد تظهر إن لم يعتمد هذا النظام.
بالإضافة إلى ذلك فقد انفتح النظام التعليمي في اليابان على العالم وتوسيع القاعدة التعليمية لاستضافة العديد من الطلاب الأجانب خاصة في المراحل الجامعية ومراحل الدراسات العليا.